# プロ野球記念本塁打一覧
プロ野球記念本塁打一覧（プロやきゅうきねんほんるいだいちらん）
以下は日本のプロ野球通算本塁打数が節目となる本数目の本塁打を達成した選手の一覧である。チーム名（達成者所属先、対戦相手）は達成した当時のものである。
| 号数      | 達成選手                   | 所属球団                     | 達成年月日     | 対戦相手                   | 球場             | 出典  |
| --------- | -------------------------- | ---------------------------- | -------------- | -------------------------- | ---------------- | ----- |
| 1         | 藤井勇                     | 大阪タイガース               | 1936年5月4日   | 東京セネタース             | 甲子園           | [ 1 ] |
| セ第1号   | 岩本義行                   | 松竹ロビンス                 | 1950年3月11日  | 大洋ホエールズ             | 下関             | [ 1 ] |
| パ第1号   | 戸倉勝城                   | 毎日オリオンズ               | 1950年3月11日  | 西鉄クリッパース           | 西宮             | [ 1 ] |
| 10000     | パ・渡辺清                 | 阪急ブレーブス               | 1957年7月19日  | 近鉄パールス               | 大阪             | [ 2 ] |
| 15000     | セ・河野旭輝               | 中日ドラゴンズ               | 1962年8月16日  | 読売ジャイアンツ           | 後楽園           | [ 2 ] |
| 20000     | パ・井石礼司               | 東京オリオンズ               | 1966年7月6日   | 近鉄バファローズ           | 東京             | [ 2 ] |
| 25000     | セ・高木守道               | 中日ドラゴンズ               | 1969年10月11日 | 広島東洋カープ             | 中日             | [ 2 ] |
| 30000     | パ・基満男                 | 太平洋クラブライオンズ       | 1973年5月20日  | 近鉄バファローズ           | 平和台           | [ 2 ] |
| 35000     | セ・池辺巌                 | 阪神タイガース               | 1976年7月23日  | 中日ドラゴンズ             | ナゴヤ           | [ 2 ] |
| 40000     | パ・バーニー・ウイリアムス | 阪急ブレーブス               | 1979年6月28日  | ロッテオリオンズ           | 西宮             | [ 2 ] |
| 45000     | セ・山本浩二               | 広島東洋カープ               | 1982年5月15日  | 横浜大洋ホエールズ         | 広島市民         | [ 1 ] |
| 50000     | パ・仲根正広               | 近鉄バファローズ             | 1985年4月23日  | 南海ホークス               | 藤井寺           | [ 2 ] |
| 55000     | セ・駒田徳広               | 読売ジャイアンツ             | 1987年9月7日   | 横浜大洋ホエールズ         | 横浜             | [ 1 ] |
| 平成第1号 | セ・原辰徳                 | 読売ジャイアンツ             | 1989年4月8日   | ヤクルトスワローズ         | 東京ドーム       | [ 3 ] |
| 60000     | パ・広永益隆               | 福岡ダイエーホークス         | 1990年9月26日  | オリックス・ブレーブス     | 西宮             | [ 1 ] |
| 65000     | セ・谷繁元信               | 横浜ベイスターズ             | 1994年6月19日  | 阪神タイガース             | 甲子園           | [ 2 ] |
| 70000     | セ・駒田徳広               | 横浜ベイスターズ             | 1997年9月9日   | 読売ジャイアンツ           | 東京ドーム       | [ 1 ] |
| 75000     | パ・フランク・ボーリック   | 千葉ロッテマリーンズ         | 2001年4月20日  | 大阪近鉄バファローズ       | 千葉マリン       | [ 2 ] |
| 80000     | セ・ロベルト・ペタジーニ   | 読売ジャイアンツ             | 2003年9月14日  | ヤクルトスワローズ         | 東京ドーム       | [ 2 ] |
| 85000     | パ・ホセ・フェルナンデス   | 東北楽天ゴールデンイーグルス | 2006年8月11日  | 西武ライオンズ             | インボイス       | [ 2 ] |
| 90000     | パ・ディー・ブラウン       | 埼玉西武ライオンズ           | 2010年4月4日   | 北海道日本ハムファイターズ | 札幌ドーム       | [ 2 ] |
| 95000     | パ・松田宣浩               | 福岡ソフトバンクホークス     | 2014年5月13日  | 千葉ロッテマリーンズ       | QVCマリン        | [ 4 ] |
| 100000    | パ・クリス・マレーロ       | オリックス・バファローズ     | 2017年9月29日  | 千葉ロッテマリーンズ       | ZOZOマリン       | [ 5 ] |
| 令和第1号 | セ・坂本勇人               | 読売ジャイアンツ             | 2019年5月1日   | 中日ドラゴンズ             | 東京ドーム       | [ 6 ] |
| 105000    | パ・伏見寅威               | オリックス・バファローズ     | 2021年5月2日   | 福岡ソフトバンクホークス   | 京セラドーム大阪 | [ 7 ] |
| 110000    | セ・トレイ・キャベッジ     | 読売ジャイアンツ             | 2025年5月28日  | 広島東洋カープ             | 石川県立野球場   | [ 8 ] |

## エピソード
- 日本のプロ野球第1号の藤井はランニング本塁打であるが、オーバーフェンスによる本塁打の第1号は1936年5月22日に開かれた宝塚球場での阪急軍対大東京軍の試合においての阪急軍・山下実の本塁打である。
- またセ・パそれぞれのリーグ第1号本塁打を打った岩本と戸倉は同年にナイターが設けられた後楽園球場でのナイトゲーム本塁打の両リーグそれぞれの第1号も打っているという。
- 当初1万 - 35000号の記念本塁打についてはそれぞれ別の選手が打っていたことになっていたが、1939年の大阪タイガースの年間チーム総本塁打がそれまで公称された33本ではなく、32本だったことが1976年になってわかり、表にある各選手がそれぞれの記念本塁打を打ったことに訂正された。
- 広永は通算34本にもかかわらず、上記の60000号の他、パ・リーグ通算30000号、福岡ダイエーホークスへの球団名改称後の公式戦第1号（=開幕戦プロ初打席初本塁打、平成のパ・リーグ第1号でもある）、平和台球場公式戦最終本塁打、史上2人目の両リーグ代打サヨナラ本塁打（=パ・リーグ史上初めて代打の代打で起用された打席でのサヨナラ満塁本塁打、千葉ロッテのプロ野球連敗記録を決定させるサヨナラ満塁本塁打）と、記念本塁打を数多く打っている。